# Meester (gilde)

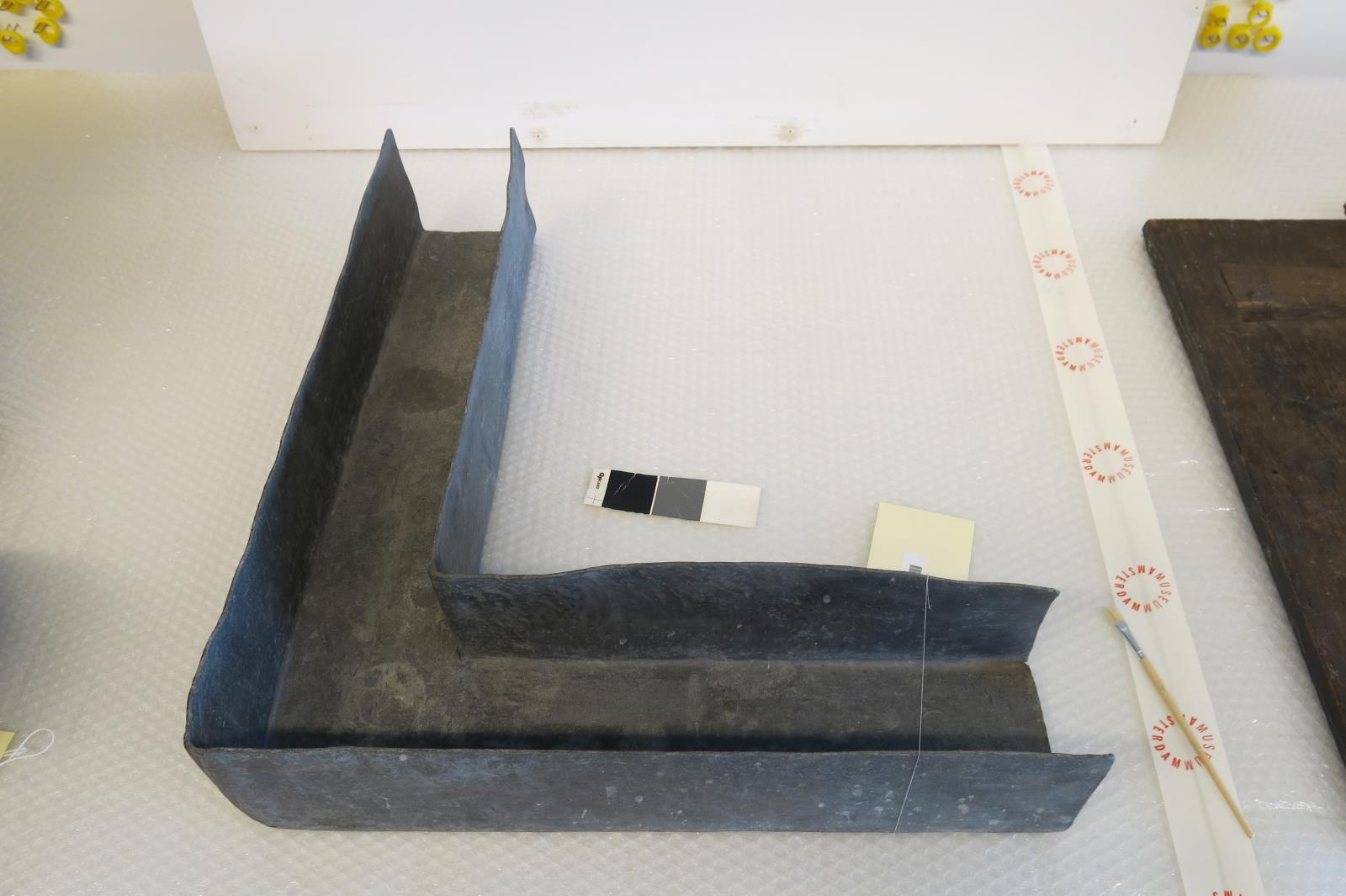
Meesterstuk van een Amsterdamse loodgieter

Een meester (Duits: Meister, Engels: Master craftsman) was een lid van een gilde. In het Europese gildesysteem mochten alleen meesters en gezellen lid van een gilde zijn.
Een aspirant-meester in een bepaald ambacht moest eerst voor een vastgestelde tijd leerling en daarna gezel bij een meester in dit ambacht zijn geweest, voordat hij het zelfstandig mocht uitoefenen. In een meesterproef moest hij een meesterwerk produceren. Daarna moest hij een som geld op tafel leggen voordat hij daadwerkelijk tot het gilde kon toetreden. Als zijn meesterwerk niet door de meesters werd aanvaard, of wanneer hij niet genoeg geld had, werd hij niet tot het gilde toegelaten en bleef er niets anders over dan gezel te blijven. 